# Flugplatz Kaldaðarnes

i8
i11
i13
Der Flugplatz Kaldaðarnes (isländisch Kaldaðarnesflugvöllur) lag im Süden von Island.
Im Zweiten Weltkrieg wurde Island am 10. Mai 1940 von den Briten besetzt.
Zu der Zeit gab es nur wenige Flugplätze im Land.
Dieser wurde 1940 wurde dicht am Ufer der Ölfusá auf dem Land Kaldaðarnes etwa 8 km westlich des Ortes Selfoss neu gebaut und ab März 1941 genutzt.
Er verfügte über drei betonierte Landebahnen in unterschiedlichen Richtungen.

Nach dem Weltkrieg wurde der Flugplatz für Zivilflüge weiter genutzt und war bis in die 1960er Jahre gelistet.
Danach waren die Landebahnen so weit verwittert, dass nur noch im Notfall dort gelandet werden durfte.
Im Jahr 1974 eröffnete der Luftsportverein Selfoss seinen neuen Flugplatz, der nördlich und dichter am Ort liegt.

## Zwischenfälle
Am 4. Mai 1943 war ein schwerer Bomber des Typs Consolidated B-24 Liberator der United States Army Air Forces (USAAF) (Luftfahrzeugkennzeichen 41-23728) während des Rückwegs in die USA auf dem Flug zum Flugplatz Kaldaðarnes, als er bei schlechter Sicht am Berg Fagradalsfjall zerschellte. Von den 15 Insassen wurden 14 getötet, unter ihnen General Frank M. Andrews, der im Zweiten Weltkrieg die Luftoperationen in Europa geleitet hatte. Als Einziger überlebte der Heckschütze.